# Lisica (ryba)
Lisica (Agonus cataphractus) – gatunek morskiej ryby skorpenokształtnej z rodziny lisicowatych (Agonidae), jedyny przedstawiciel rodzaju Agonus. Nie ma większego znaczenia gospodarczego.

## Zasięg występowania
Europejskie wybrzeża północnego Atlantyku i sąsiadujące morza, również Morze Bałtyckie w części południowej. Preferuje wody do głębokości 270 metrów o temperaturze 4°C - 8°C. 

## Charakterystyka
Ciało pokryte rzędami kostnych tarczek tworzących trudny do usunięcia pancerz. Głowa szeroka, trójkątna, z dwoma wyrostkami nad otworem gębowym. Płetwy piersiowe duże, zaokrąglone. Grzbiet i boki szarobrunatne, z czterema ciemnymi smugami. Nie ma pęcherza pławnego. Dorasta do 21 cm długości, a najstarszy zaobserwowany osobnik miał 3 lata.

## Tryb życia
Preferuje chłodne wody przybrzeżne z piaszczystym dnem, zimą przepływa na większe głębokości. Żywi się skorupiakami i wieloszczetami.  Dojrzałość płciową osiąga ok. 1 roku życia. Tarło odbywa się od lutego do kwietnia. Ikra w ilości do 3000 jajeczek jest składana w wodorostach. Larwy unoszą się w toni wodnej przez 10 do 11 miesięcy, żywiąc się planktonem.